# Ilia Ciwciwadze
Ilia Ciwciwadze (gruz. ილია ბენედიქტის ძე წივწივაძე, ros. Илья Венедиктович Цивцивадзе ur. 20 marca 1881 w miasteczku Choni w guberni kutaiskiej, zm. 15 marca 1938 w Kommunarce) – gruziński polityk komunistyczny.

## Życiorys
Do 1902 był alumnem seminarium duchownego w Kutaisi, z którego został usunięty. W 1903 wstąpił do SDPRR, później został aresztowany i w 1915 skazany na zesłanie do guberni irkuckiej, w marcu 1917 zwolniony. W 1917 był organizatorem odpowiedzialnym zamoskworieckiego rejonowego komitetu SDPRR(b) w Moskwie i członkiem Moskiewskiego Komitetu SDPRR(b), 2 listopada 1917 został członkiem Tymczasowego Sekretariatu Moskiewskiego Miejskiego Komitetu SDPRR(b), podczas rewolucji październikowej wchodził w skład zamoskworieckiego rejonowego komitetu wojskowo-rewolucyjnego. W grudniu 1917 został członkiem Prezydium Rady Moskiewskiej, później zarządzającym sprawami Rady Moskiewskiej, przewodniczącym Komisji Śledczej i zastępcą przewodniczącego Moskiewskiego Trybunału Rewolucyjnego. Od 23 marca 1919 do 8 marca 1921 był członkiem Centralnej Komisji Rewizyjnej RKP(b), od 1921 zarządzającym sprawami Rady Komisarzy Ludowych Gruzińskiej SRR i zastępcą przewodniczącego Komitetu Wykonawczego Rady Tbiliskiej. Później pracował na kierowniczych stanowiskach w instytucjach gospodarczych i przemysłowych, do września 1937 był dyrektorem fabryki Specjalnego Biura Technicznego Armii Czerwonej.
8 września 1937 podczas wielkiej czystki został aresztowany, następnie skazany na śmierć przez Wojskowe Kolegium Sądu Najwyższego ZSRR pod zarzutem udziału w kontrrewolucyjnej organizacji terrorystycznej i rozstrzelany. 18 kwietnia 1956 pośmiertnie zrehabilitowany.